# 南京大學文學院
南京大學文學院，原為南京大學中文系等，是南京大學最早成立的學科院系之一，具有悠久的歷史淵源。

## 現南京大學文學院暨南京大學中文系
現南京大學文學院由南京大學中文系改建。南京大學中文系，曾稱“國文系”、“中國文學系”、“中國語言文學系”等。

## 歷史概要
- 民國4年（西元1915年）南京高等師範學校時期設立國文部，此外又設立國文專修科，為南京大學中文系設置之始，王伯沆出任國文部首任主任。往前可以追溯到清末光緒28年（1902年）籌建的三江師範學堂及後兩江師範學堂設立的國學科目，繆荃孫、陳三立、劉世珩、徐乃昌、李瑞清、劉師培、王伯沆、夏敬觀等教習曾在此一時期執教。最早可上溯到吳永安元年韋昭所建國學；至南朝宋元嘉十五年，謝元建獨立設置之文學館。南京高等師範學校和國立東南大學時期，中文系設在文理科下；國立中央大學和南京大學時期，設在當時的文學院下。南京大學中文系，加之文學院內所設歷史系、哲學系，向來是復興中國文化的大本營，如國立東南大學與南京高師國學研究會、學衡社等等。
- 南高東大時期，語音學者、英語系教授張士一受聘在國文系教授音標，成立了第一個語言研究實驗室，進行語音實驗研究，其主張以北京話作為國語標準基礎的意見得到當時多數人支持，而以力持華語雅音正統包括保留入聲特徵為原則目的、「折中南北牽合古今」、主要由北京官話和南京官話混合提取創造的老國音方案被廢棄，確立了中華民國時期新的沿用至今的「國語」，即中華人民共和國所稱之「普通話」[1][2]。
- 1940年代後期，內戰動蕩，教師變動較大，如盧冀野、呂叔湘、朱東潤、吳組緗、吳世昌、李長之等人皆在此間作別。
- 1952年，金陵大學中文系併入南京大學中文系，教師數量有所增添。金陵大學雖為美國人在華開辦的大學，但長期注重中國文化傳統的繼承，特別是自中國收回教育主權運動之後；1888年南京彙文書院開設國文課程，以後金陵大學設立國文系，1927年成立中國文化研究所，1934年設立國學研究班，研究班曾任導師有胡小石、黃季剛、汪旭初、胡翔冬、吳瞿安、劉國鈞、劉繼宣等人，多聘自中央大學。
- 1957年後20年，因政治運動和動亂，南京大學中文系長期陷入低谷；胡小石、汪辟疆、羅根澤等人受到迫害，隨著羅根澤(1960)、胡小石(1962)、方光燾(1964)、汪辟疆(1966)接連去世，陳中凡年邁，師資嚴重削弱。
- 1977年，教學活動逐漸恢復正常，中文系除有陳瘦竹、周勳初、葉子銘等教授外，1978年匡亞明校長還親自延聘程千帆、陳白塵等人來校執教，南大中文系逐步復蘇發展起來。南京大學中文系培養了中國内地第一個文學博士莫礪鋒。
- 2007年，中國語言文學系改為新的文學院。南京大學文學院設文學系、語言學系、文獻學系、戲劇影視藝術系。

### 歷史上的南京大學文學院
參考
- 南京大學中文系
- 南京大學歷史系
- 南京大學哲學系
- 南京大學外語系

沿革
- 1915年南京高等師範學校時期，設國文部。
- 1919年，國文部改為文史地部。
- 1921年南京高師和東南大學時期，文史地部和數理化部合併為文理科，即文理學院。文理科中的人文系科有國文系、歷史系、哲學系、西洋文學系、英語系等。
- 1928年中央大學時期，設文、理、教育、農、工、商、法、醫八大學院，文學院內設中文、外文、歷史、哲學系。
- 1949年，中央大學更名南京大學；1952年，金陵大學中文、歷史等系科併入南京大學文學院。以後外語系獨立成院，哲學系分出宗教學系。

原來的南京大學文學院，包括中央大學時期的文學院，相當於人文學院，囊括了中國語言文學、外國語言文學、歷史、哲學等學科，和自然科學領域的理學院並稱。隨著外語、歷史、哲學等學科的相繼分出，南京大學文學院成為南京大學的人文院系之一。2007年，南京大學中國語言文學系改為新的南京大學文學院。

## 傳統與特色
堅守中國文化本位論，不逐時尚，特立獨行，治學開放，道德學問統一。

## 系科構成
現南京大學文學院系科構成 
- 文學系
- 語言學系
- 文獻學系
- 戲劇影視藝術系

## 專業設置
研究生專業（所有研究生專業均可培養碩士和博士研究生）
- 語言學及應用語言學
- 漢語言文字學
- 中國古典文獻學
- 中國古代文學
- 中國現當代文學
- 比較文學與世界文學
- 文藝學
- 戲劇戲曲學

本科專業
- 漢語言文學
- 戲劇影視藝術

## 研究機構
- 南京大學古典文獻研究所
- 南京大學戲劇影視研究所
- 南京大學明清文學研究所
- 全清詞編纂研究室
- 語言學教研室
- 現當代文學教研室
- 文藝理論教研室
- 漢語教研室
- 古代文學教研室
- 比較文學與世界文學教研室
- 社會語言學實驗室

## 學術刊物
- 《南京大學中文學報》
- 《古典文獻研究》
- 《中國詩學》
- 《文學評論叢刊》
- 《清代文學研究》

## 校友
部分近現代知名校友：
- 胡小石，國學大師，兼為文字學家、文學家、史學家、書法家、藝術家。
- 陳中凡，古典文學家，第一部中國文學批評史作者。
- 陸維釗，畫家、書法家，現代書法研究和教育先驅、書法學科先驅，中國第一位書法研究生導師。
- 唐圭璋，詞學家、詞人。
- 盧前，詩人、文學和戲劇史論家、散曲作家、劇作家、學者。
- 王季思，戲曲學家。
- 高明，文史學家，第一位中國文學博士生導師。
- 關露，作家。
- 沈祖棻，詞人。
- 周法高，語言學家。
- 孙家正，中国文学艺术界联合会主席，前文化部部长。
- 李龍雲，劇作家。
- 李馮，作家，電影編劇。

## 其他
南京大學中文系現有藏書40萬冊，居中國各大學中文院系之首。

## 相關
- 潛社

## 外部連結
- 南京大學文學院 南京大學中國語言文學系（页面存档备份，存于）